# Aardbeiboom
De aardbeiboom (Arbutus unedo) is een 1,5-3 m hoge struik of zelden een tot 12 m hoge boom met een matgrijze, gegroefde stam uit de heidefamilie (Ericaceae). De jonge twijgen zijn klierachtig behaard. De bladeren zijn afwisselend geplaatst, stevig, sterk glanzend aan de bovenkant, kaal aan beide zijden, lancetvormig, 4-11 cm lang en hebben een sterk gezaagde rand.
De bloemen groeien in 5 cm lange en brede, hangende trossen aan het einde van de takken. De bloemen zijn groenachtig of wit tot roze van kleur, 9 mm lang en klokvormig met teruggekromde kroonslippen en een 1,5 mm lange kelk. De aardbeiboom bloeit van oktober tot maart.
De tot 2 cm grote vruchten hebben een harde knobbelige schil. De vrucht rijpt van geel naar roodbruin. Het vruchtvlees is geel van kleur en smaakt zurig en is weinig aromatisch.
De aardbeiboom komt van nature voor in het Middellandse Zeegebied en wordt geteeld in Portugal, Frankrijk, Griekenland, Italië, Spanje en China. De vruchten worden gebruikt bij de bereiding van sommige wijnen en likeuren zoals de Portugese medronho, of soms verwerkt tot jam. De bloesem levert een bittere honing op.
Een beer die met zijn voorpoten tegen de stam van een aardbeiboom staat en zo de vruchten eet, is te zien in het wapen van Madrid.
| - Bladeren - Onrijpe vruchten - Rijpe vruchten |